# Parallaxis permunda
Parallaxis permunda är en insektsart som först beskrevs av Carl Stål 1862.  Parallaxis permunda ingår i släktet Parallaxis och familjen dvärgstritar. Inga underarter finns listade i Catalogue of Life.